# Jeanne d'Arc au sacre du roi Charles VII
Jeanne d’Arc au sacre du roi Charles VII est un tableau d’histoire peint par Jean-Auguste-Dominique Ingres en 1854.

## Description
Dans cette commande par l’État due au directeur de l’Académie des Beaux-Arts d’Orléans pour la commémoration de Jeanne d’Arc en 1851, Ingres se confronte à une figure en vogue dans l’iconographie religieuse et historique de l’art français du XIXe siècle depuis une cinquantaine d’années.
L’œuvre montre Jeanne d’Arc, les yeux levés d’un air victorieux vers le Ciel qu’elle créditait de la victoire à la France, lors du sacre du roi Charles VII dans la cathédrale de Reims avec, à gauche, le moine Jean Pasquerel, aumônier de Jeanne et trois pages en recueillement. À l’extrême gauche, l’artiste s’est représenté en écuyer assistant à la scène.
Dans cette œuvre qui fusionne le style du maître d’Ingres, Jacques-Louis David, avec le style troubadour, le peintre a commencé avec un modèle nu, auquel il a ajouté vêtements et armure. La scène est marquée par la lumière ambiante, les objets somptueux et de riches couleurs.
Le choix de Jeanne d’Arc, « icône médiévale de la loyauté politique et de la fidélité religieuse » personnifiant l’appel à l’unité nationale après les grandes peurs de 1848, peut être vu comme une manifestation par l’artiste de son attachement aux valeurs fondatrices de la France.
Le tableau, qui figura à l’Exposition universelle de 1855, prit place successivement dans les galeries du palais de Versailles, du Luxembourg et de l’hôtel de la présidence du Corps législatif. Après être entré au Musée du Luxembourg, il appartient aux collections de peintures françaises du musée du Louvre.